# Городское хозяйство Москвы
«Городское хозяйство Москвы» — ежемесячный журнал Исполкома Моссовета. Основан в июле 1924 году. С 1924 по 1941 год выходил под названием «Строительство Москвы». Со 2-й половины 1941 по 2-ю половину 1945 года не издавался. В 1945 году возобновлён под названием «Городское хозяйство Москвы». Последним вышел номер 12 за 1990 год.
Журнал освещал вопросы архитектуры, планировки, проектирования, строительства, благоустройства, озеленения, торговли, транспорта и прочие, относящиеся к городскому хозяйству Москвы. Много внимания журнал уделял освещению индустриализации, механизации и поточно-скоростным методам строительства. Публиковалась соответствующая информация о зарубежном опыте.